# Short Type 827
Short Type 827 là một loại thủy phi cơ trinh sát hai chỗ của Anh trong thập niên 1910. Nó còn được gọi là Short Admiralty Type 827.

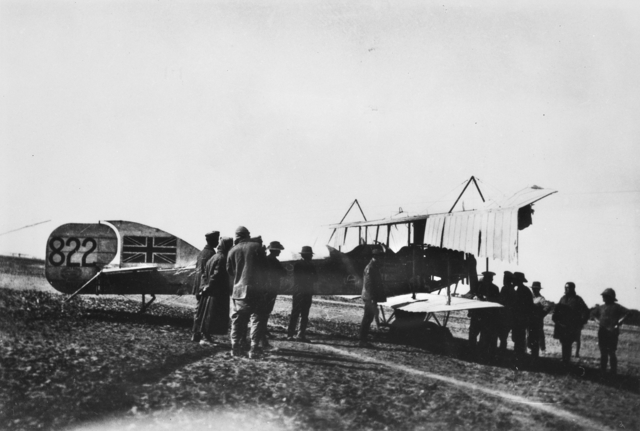
Short Type 827 với các quân nhân thuộc Quân đoàn Không quân Australia

## Biến thể
Type 827
Type 830
S.301

## Quốc gia sử dụng
Bỉ
- Không quân Bỉ

 Anh Quốc
- Cục Không quân Hải quân Hoàng gia

## Tính năng kỹ chiến thuật (Type 827)
Dữ liệu lấy từ Orbis 1985
Đặc điểm tổng quát
- Kíp lái: 2
- Chiều dài: 35 ft 3 in (10.74 m)
- Sải cánh: 53 ft 11 in (16.43 m)
- Chiều cao: 13 ft 6 in (4.11 m)
- Diện tích cánh: 506 ft2 (47.01 m2)
- Trọng lượng rỗng: 2.700 lb (1.225 kg)
- Trọng lượng có tải: 3.400 lb (1.542 kg)
- Động cơ: 1 × Sunbeam Nubian, 150 hp (112 kW)

Hiệu suất bay
- Vận tốc cực đại: 62 mph (100 km/h)
- Thời gian bay: 3 giờ  30 phút

Vũ khí trang bị
- 1 x súng máy Lewis.303 in
- Bom